# Alsenbrücke (Berlin-Moabit)
Die Alsenbrücke im Zentrum von Berlin nahe dem früheren Lehrter Bahnhof war eine eiserne Mehrgewölbe-Brücke zur Überquerung der Spree und des südlichen Bereiches des Humboldthafens. Die erste Brücke entstand Mitte des 19. Jahrhunderts, danach folgten Ersatzbauten. Die zuletzt 1928 fertiggestellte dritte Brücke besaß keine südliche Anbindung zur Alsenstraße und war damit keine Spreebrücke mehr. Das neue Bauwerk erhielt den Namen Hugo-Preuß-Brücke und wurde 1933 umbenannt in Admiral-Scheer-Brücke. Am Ende des Zweiten Weltkriegs zerstört, wurde diese Straßenbrücke rund 50 Jahre nicht wieder aufgebaut. Erst im Jahr 2002 ließ die Berliner Senatsverwaltung eine neue Straßenbrücke an der alten Stelle errichten. Sie führt die nun Rahel-Hirsch-Straße genannte Uferstraße wieder über den Zufahrtskanal zum Humboldthafen. Im Jahr 2005 wurde dem Neubau der Name Hugo-Preuß-Brücke neu verliehen.

## Erster Brückenbau (1858–1865)

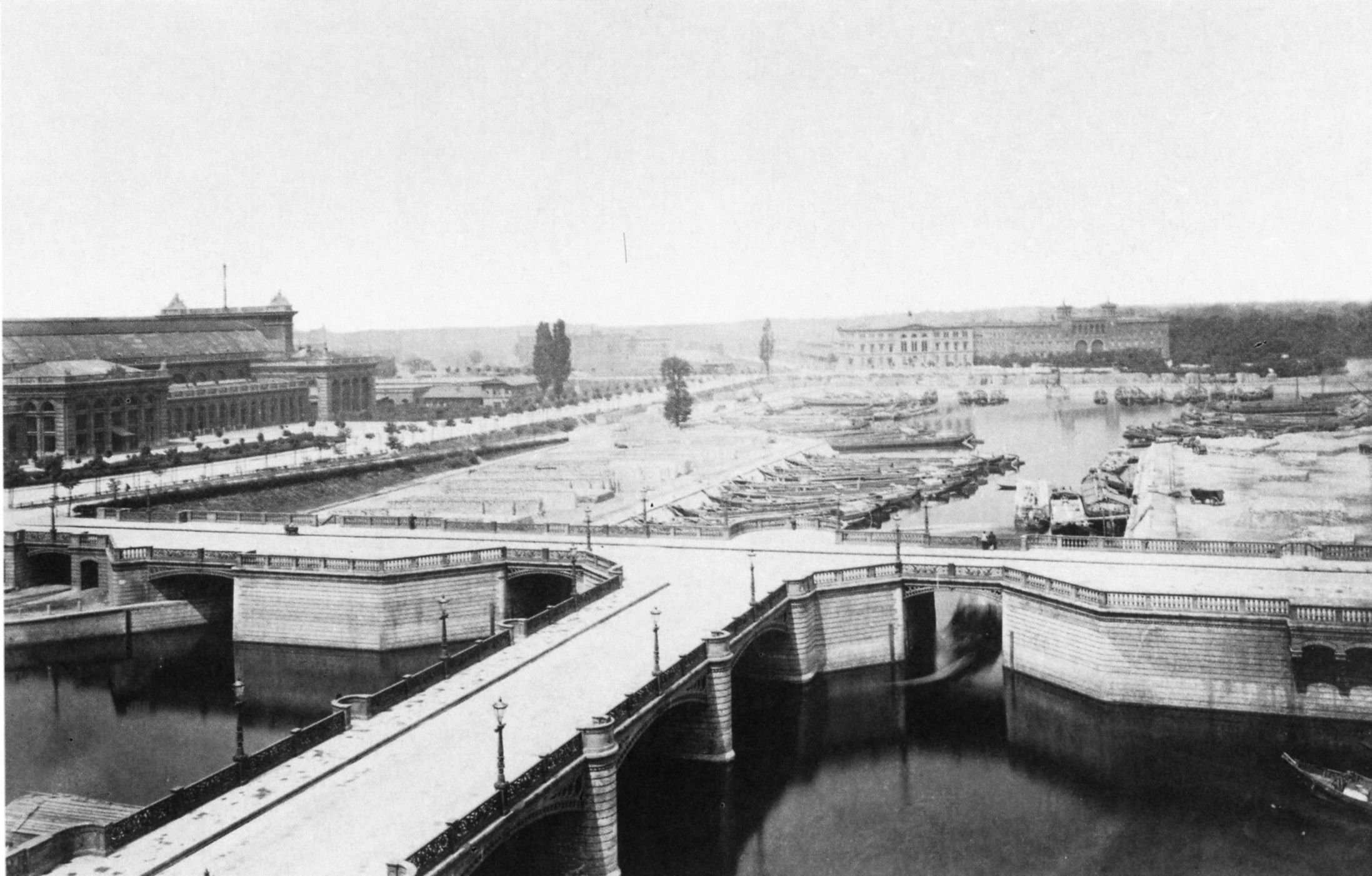
Alsenbrücke, 1875

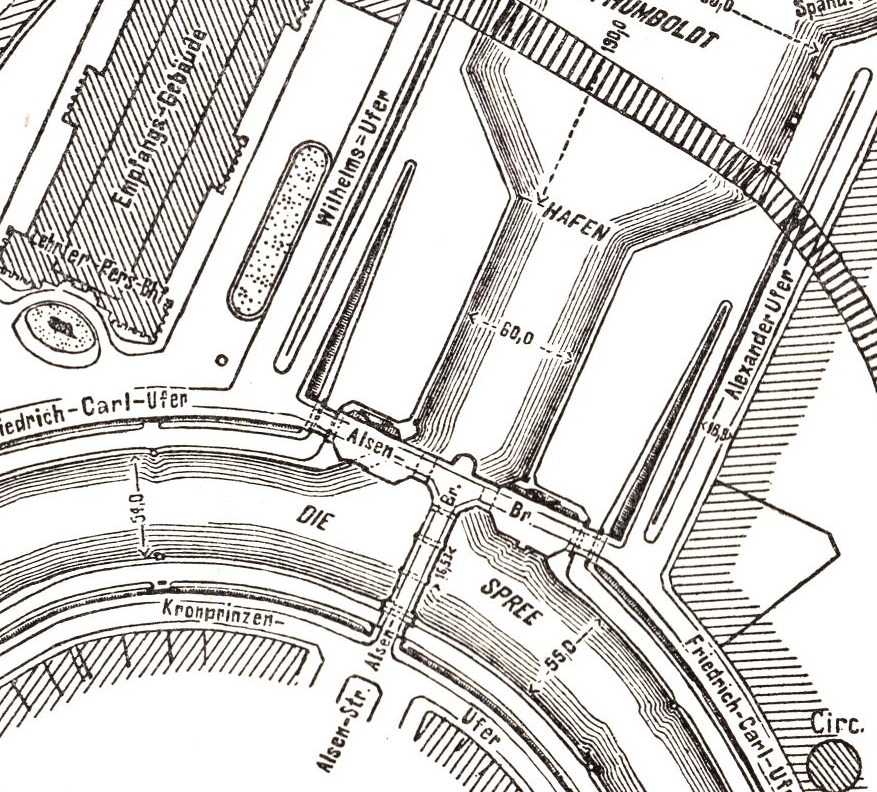
Alsenbrücke, T-förmige Anlage, Stadtplan-Ausschnitt 1896

Im Jahr 1858 begann die Berliner Stadtverwaltung mit dem Bau einer dreiteiligen, T-förmigen Straßenbrücken-Anlage, die zum einen die Uferstraße (Friedrich-Carl-Ufer, später Kapelle-Ufer) über die Einfahrt des gerade neu angelegten Humboldthafens überführte, zum anderen in der Verlängerung der Alsenstraße die Spree überbrückte. Die Hafeneinfahrt wurde durch diese Brückenanlage in zwei relativ schmale Durchlässe geteilt. Eine ähnliche T-förmige Brückenanlage bildeten die Schillingbrücke und die Zwillingsbrücke an der Einmündung des Luisenstädtischen Kanals in die Spree.
August Stüler hatte die Pläne für die Eisenkonstruktion geliefert. Der Bau der ingenieurtechnisch anspruchsvollen Brückenanlage dauerte sieben Jahre. Das Bauwerk bestand aus gusseisernen Bogenfeldern, die die beiden Hafenzufahrten, die Ladestraße und die Spree überbrückten. Als Schmuck dienten Naturstein-Verblendungen an den Brückenpfeilern und Unterbauten sowie Brückengeländer und Leuchten. Die hohe Beanspruchung durch den Schiffsverkehr sowie die ständige Wassereinwirkung führten in den folgenden Jahren zu schwerwiegenden Schäden an der Spreebrücke, die deshalb 1890 gesperrt und bald darauf abgerissen werden musste.

## Neubau der Spreebrücke (1898)

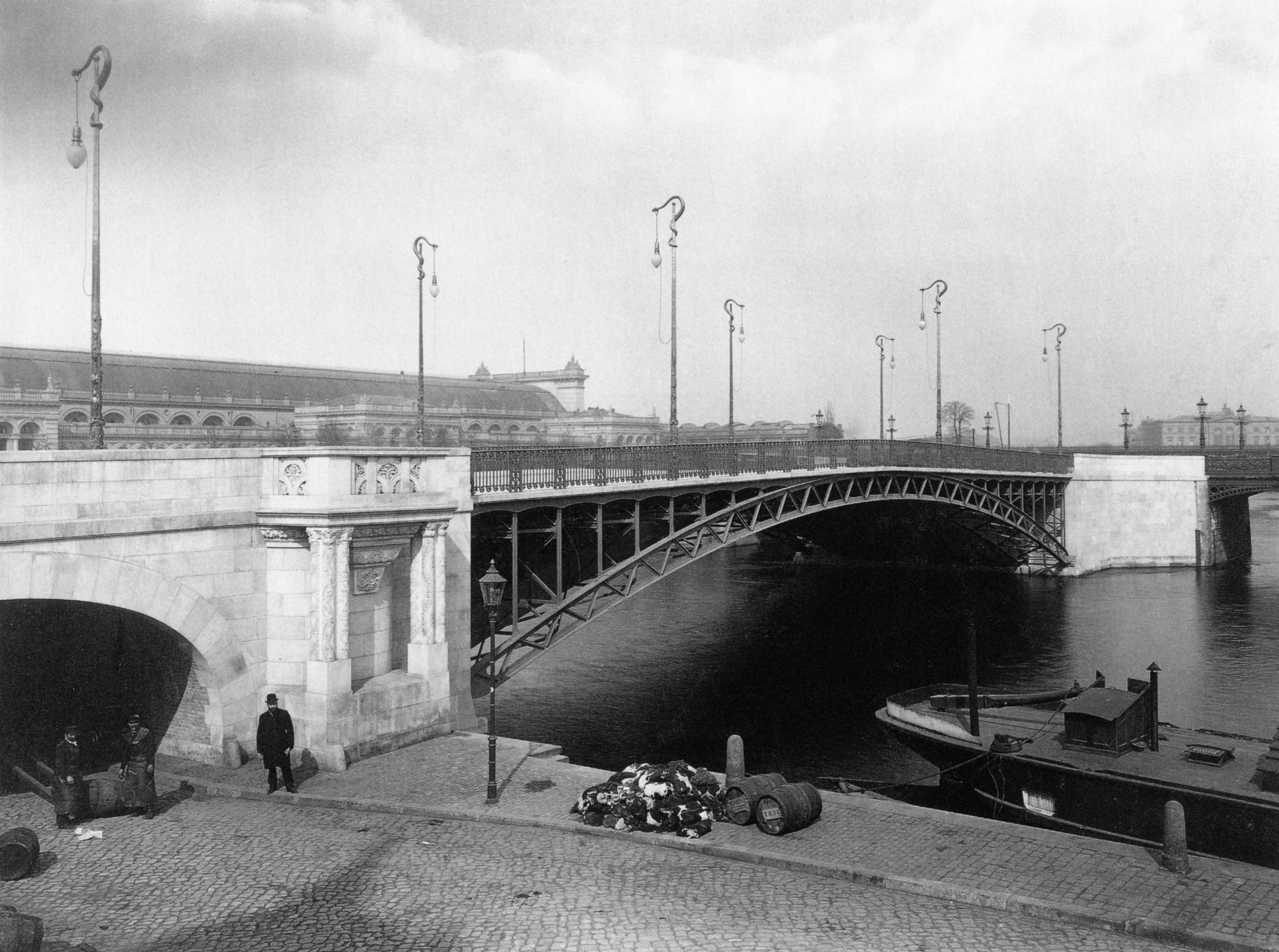
Erneuerte Spreebrücke, 1900

Im Jahr 1898 konnte eine neue Spreebrücke eingeweiht werden, die mit einem flachen, 50 Meter langen Bogensegment ohne die den Schiffsverkehr behindernden Zwischenpfeiler ihrer Vorgängerin den Fluss überspannte. Die Widerlager und das Geländer bekamen neuen Schmuck aus der Werkstatt des Bildhauers August Vogel. Der Brückenteil über der Hafeneinfahrt blieb dabei weitgehend unverändert. Der Name Alsenbrücke war für die gesamte Brückenanlage weiterhin in Gebrauch.

## Hugo-Preuß-Brücke (1928)

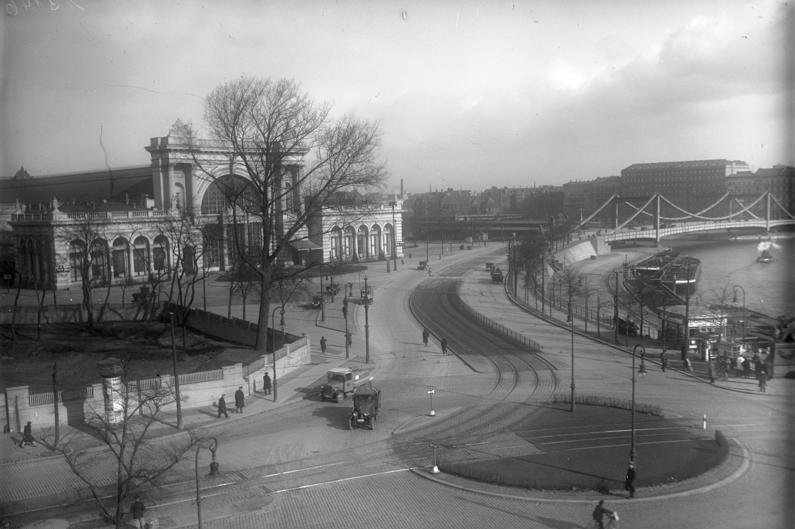
Lehrter Bahnhof mit Hugo-Preuß-Brücke (rechts)

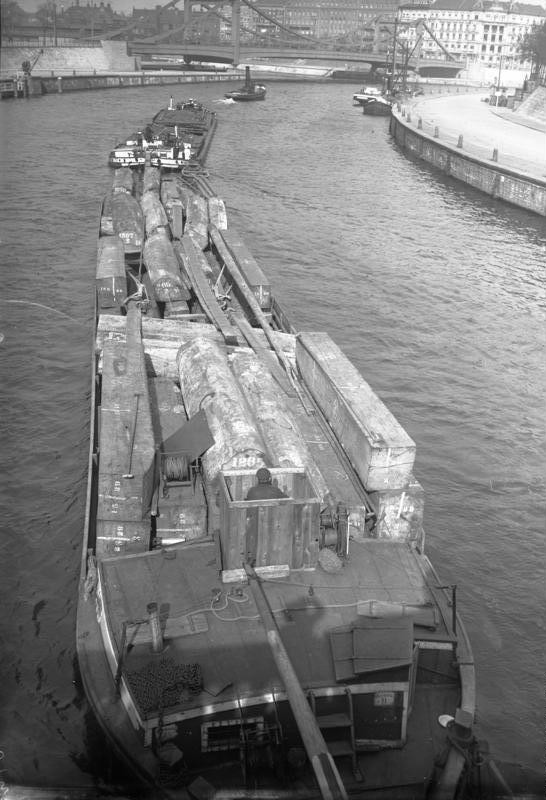
Hugo-Preuß-Brücke (im Hintergrund)

Nach etwa zweieinhalb Jahrzehnten musste die gesamte Alsenbrücke für den weiteren Ausbau der Hafenanlagen und wegen der Zunahme des Frachtschiffverkehrs abgebrochen werden. So entstand von 1925 bis 1928 eine neue Brücke an dieser Stelle, die aber nur noch die Hafeneinfahrt mit einer weiten Öffnung überspannte, während wegen des beseitigten Mittelpfeilers in der Mitte der Hafeneinfahrt die Spreebrücke zur Alsenstraße ganz entfallen musste. Die 170 Meter lange stählerne Hängebrücke erhielt bei ihrer Verkehrsfreigabe den Namen Hugo-Preuß-Brücke nach dem Berliner Politiker Hugo Preuß. In der Zeit des Nationalsozialismus wurde der Name in Admiral-Scheer-Brücke geändert, womit eine Ehrung von Admiral Reinhard Scheer auf Kosten des als jüdisch verfemten Preuß erfolgte. Im Zweiten Weltkrieg wurde die Brücke in den letzten Tagen vor der deutschen Kapitulation so stark beschädigt, dass sie nicht wieder aufgebaut werden konnte. Die Uferstraße wurde außerdem nun kaum noch für den Verkehr benötigt, auch der Bau der Berliner Mauer verhinderte einen Wiederaufbau.

## Neue Hugo-Preuß-Brücke (2004)

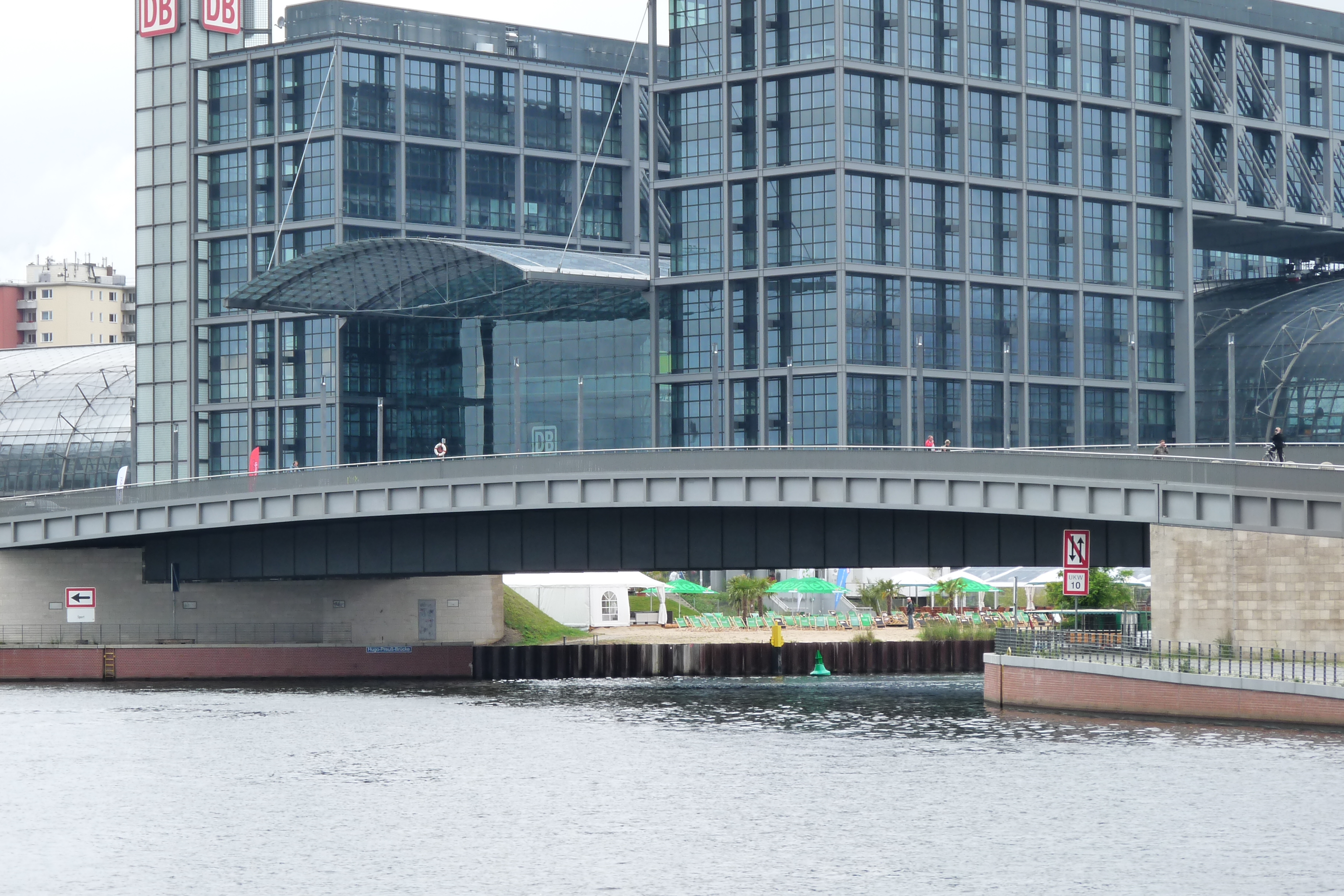
Neue Hugo-Preuß-Brücke, 2005

Erst die politische Wende und die Planungen des Berliner Senats nach dem Mauerfall ließen eine Umgestaltung des gesamten Areals um den Humboldthafen und den Neubau des Hauptbahnhofs anstelle des früheren Lehrter Bahnhofs zu. Daraus ergab sich die Notwendigkeit zur Errichtung einer neuen Straßenbrücke am Nordufer der Spree, die die Uferstraße (Rahel-Hirsch-Straße, Kapelle-Ufer) wieder durchgängig befahrbar machte. Das Büro von Oswald Mathias Ungers gestaltete die Architektur des in den Jahren 2002 bis 2004 errichteten Bauwerks, die konstruktive Realisierung übernahm das Ingenieurbüro Grassl. Die Brücke sollte zunächst Humboldthafenbrücke heißen. Da dieser Name für den etwas weiter nördlich gelegenen neuen Eisenbahnbrückenkomplex vorgesehen war, erhielt das neue Bauwerk bei ihrer Eröffnung 2005 in einem feierlichen Akt den alten Namen Hugo-Preuß-Brücke zurück.
Die 24 Meter breite Straßenbrücke weist zwei Fahrstreifen und beidseitig Fahrrad- und Gehwege auf. Sie ist im Grundriss mit einem Radius von 321 bis 345 Metern gekrümmt. Die Stützweite des Einfeldträgers aus Stahl variiert dementsprechend zwischen 84,4 und 92,4 Meter. Der Querschnitt des Bauwerks besteht aus einem doppelt gekrümmten, stählernen Hohlkasten mit einer orthotropen Fahrbahnplatte bei einer Bauhöhe von 3,3 bis 4,1 Meter.
Im ungefähren Verlauf des früheren südlichen Teils der Alsenbrücke über die Spree wurde nach der Fertigstellung des Hauptbahnhofs im Jahr 2006 eine etwas flussabwärts versetzte Spreequerung für Fußgänger in modernem Design errichtet, die nun Gustav-Heinemann-Brücke heißt. Intern wurde sie auch Alsensteg genannt, weil die am südlichen Ufer der Spree gebauten Gebäude des Regierungsviertels auch Alsenblöcke hießen.